# تپه علاءالدین شمالی و جنوبی
تپه علاءالدین شمالی و جنوبی مربوط به هزاره اول قبل از میلاد است و در شهرستان مهدیشهر، روستای فولاد محله واقع شده و این اثر در تاریخ ۵ آذر ۱۳۸۰ با شمارهٔ ثبت ۴۴۵۰ به‌عنوان یکی از آثار ملی ایران به ثبت رسیده است.